# Maudagna
Il Maudagna è un torrente delle Alpi Liguri che scorre in provincia di Cuneo; bagna l'omonima Val Maudagna ed è tributario in destra orografica del torrente Ellero.

## Corso del torrente

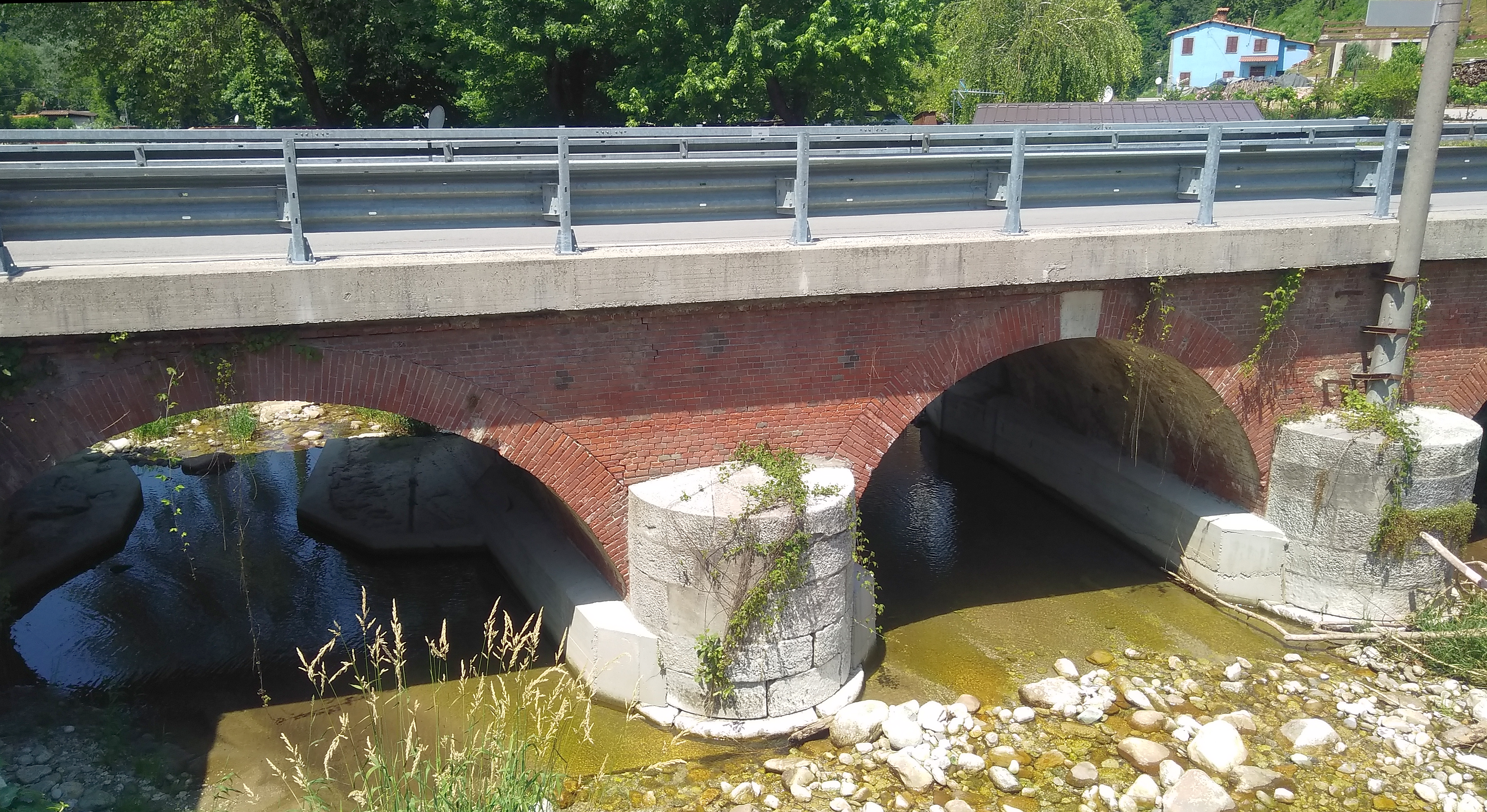
Il ponte sul torrente a Riosecco

Il torrente nasce poco a nord della Colla Bauzano, tra la Cima Durand e il Mondolè. Scendendo in direzione nord oltrepassa Artesina e poi Miroglio, una frazione di Frabosa Sottana. Raggiunto poi il centro di questo comune riceve da destra il suo maggiore affluente, il torrente Mondagnola. Nella parte della Val Maudagna più vicina alla pianura padana compie una ampia curva allargandosi verso est e poi poggiando a ovest per confluire nell'Ellero nei pressi di Villanova Mondovì.

## Affluenti principali
In destra orografica:

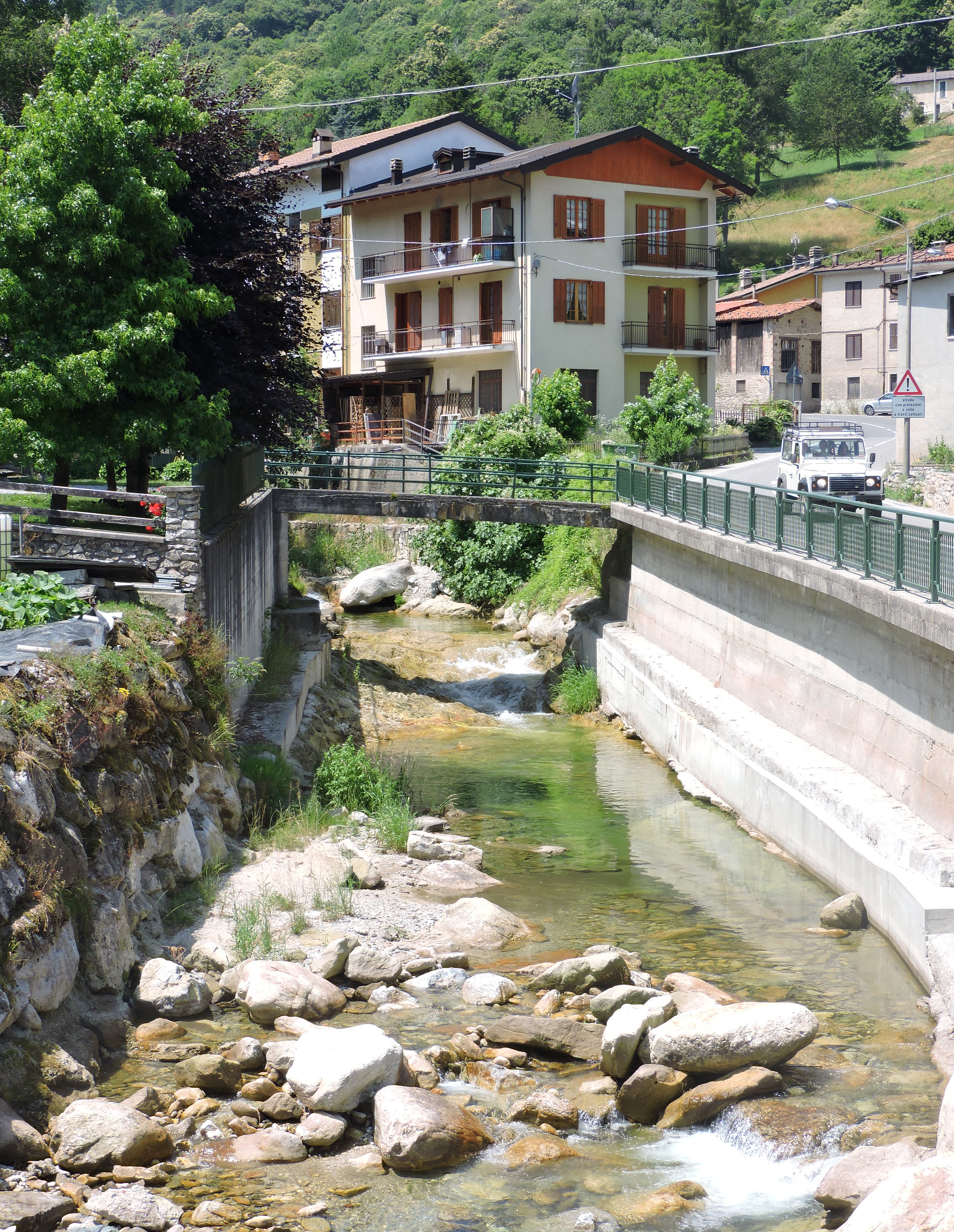
Il Maudagna a Frabosa Sottana capoluogo

- rio di Pogliola, che raggiunge il Maudagna a Artesina;
- rio Giovacchini, che raccoglie le acque che scendono da Pratonevoso,
- rio Mondagnola, che prima di confluire nel Maudagna bagna Frabosa Soprana.

In sinistra orografica:
- rio Secco, che nasce dal versante est del Monte Foltera e, con un percorso abbastanza breve, va a terminare nel Maudagna a San Giacomo-Rio Secco.